# Georges Béal
Pour les articles homonymes, voir Béal.
Georges Béal est un sculpteur ornemaniste français né le 30 juillet 1884 à Paris et mort le 10 août 1969 à Lagny-sur-Marne.
Concepteur de modèles d'objets d'art de la vie quotidienne (services de table, café, thé, vases, pendulettes, luminaires, coupes…), il confie la réalisation de ses créations à des bronziers, orfèvres et verriers.

## Biographie

### Formation - La Réunion des fabricants de bronzes
Très jeune, Georges Béal décide de son métier. Influencé par son père, Jean-Marie Béal (1856-1944), artisan gainier, il s'oriente dans le domaine des arts appliqués. En 1898, il entre à l'École professionnelle de dessin, modelage et ciselure de la Réunion des fabricants de bronzes à Paris. 
En 1901, il passe le concours de fin d'études en sculpture d'ornement et obtient le 3e prix pour un plateau porte-cartes dont le jury estime qu'il est « modelé et réparé avec une expérience rare à cet âge ». Pour ce prix, la Réunion des fabricants de bronzes lui remet une somme de 100 francs grâce au legs Didier. Les prix sont distribués dans la mairie du 3e arrondissement le 16 février 1902.
En 1909, au Concours des jeunes artisans, la Réunion des fabricants de bronzes lui décerne un 6e prix pour la réalisation d'un vase en bronze Les Pissenlits avec une somme de 100 francs du legs Didier.

Œuvres de Georges Béal de la période Art nouveau
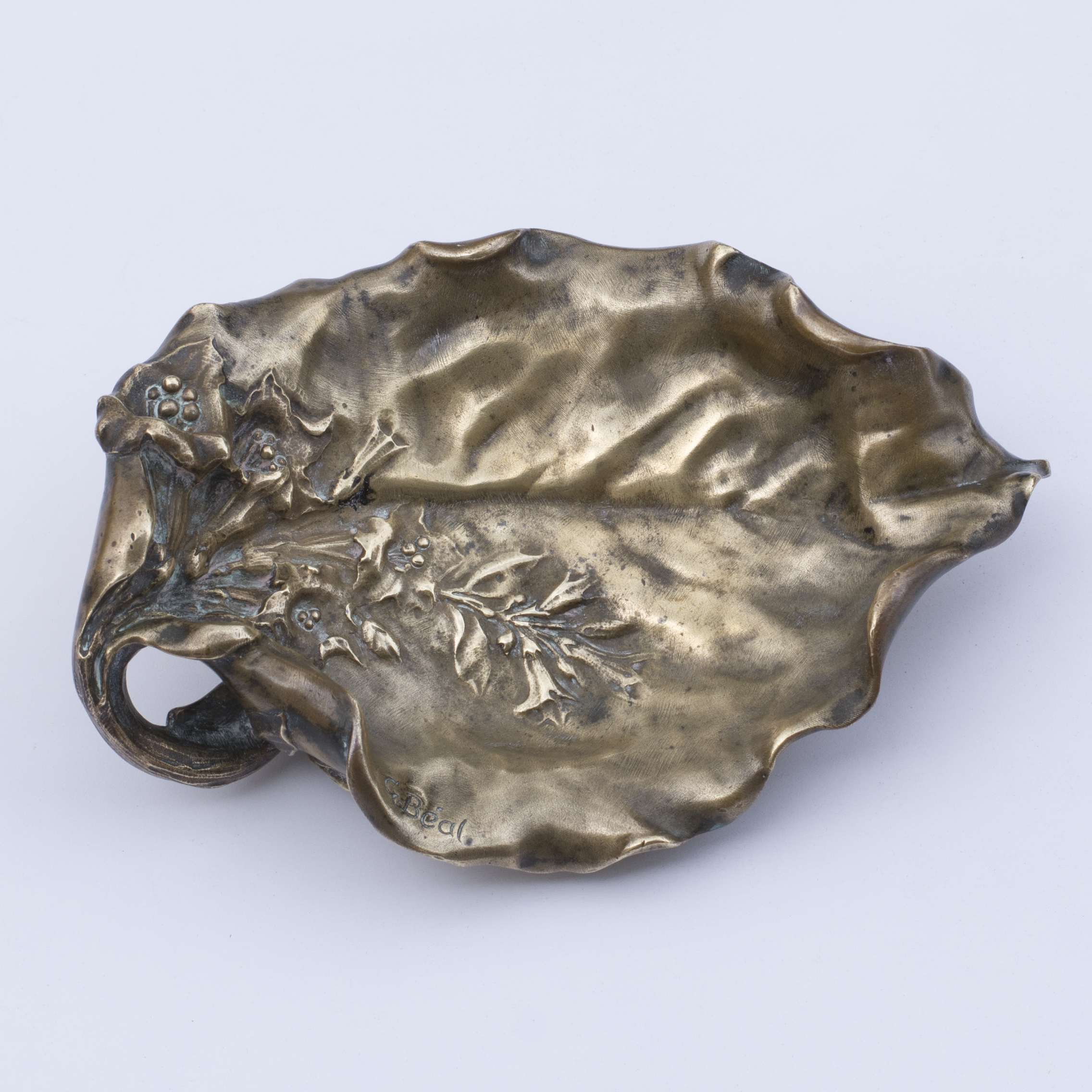
Vide-poche, bronze, 13 cm.
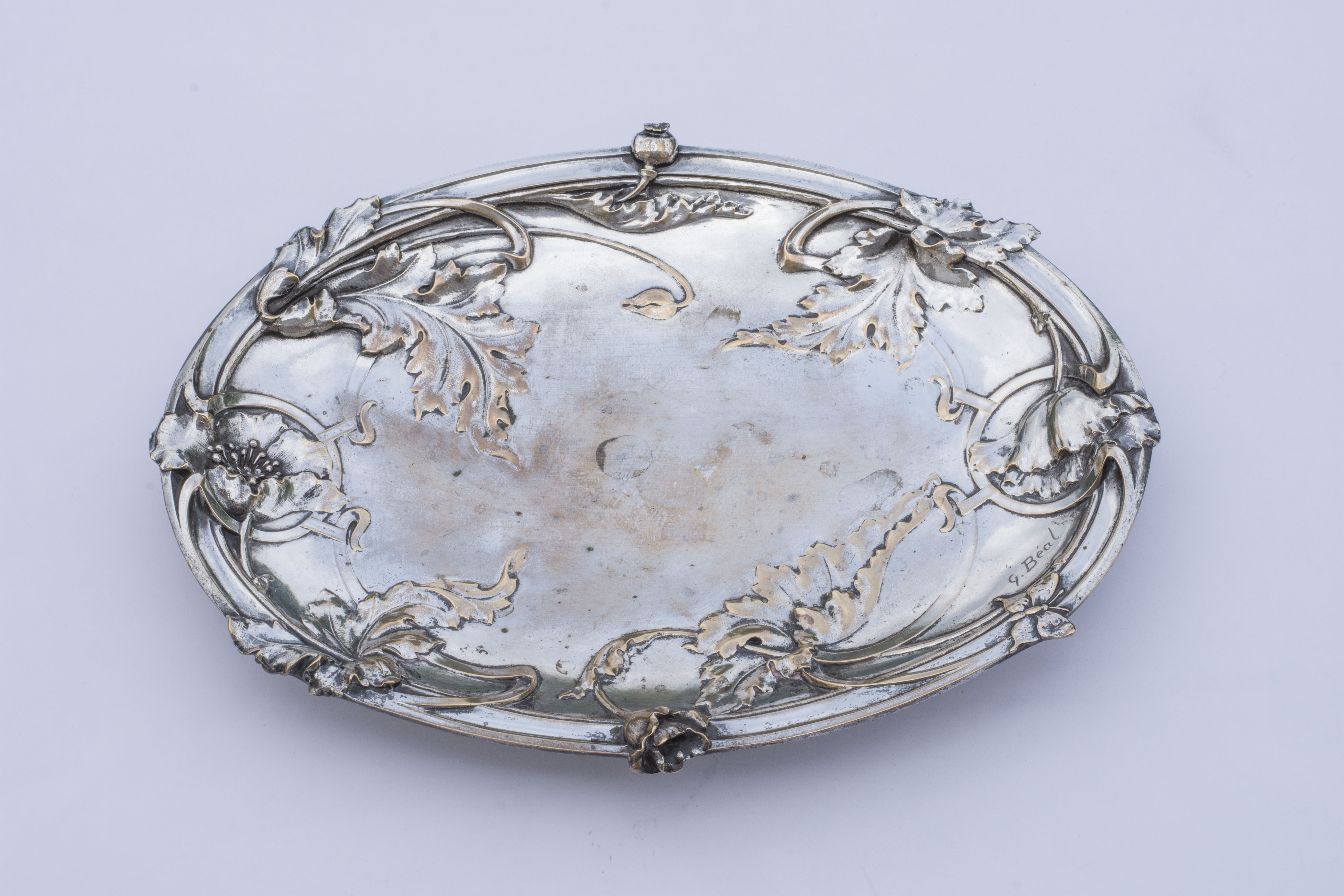
Plateau, argent, 30 × 22 cm.
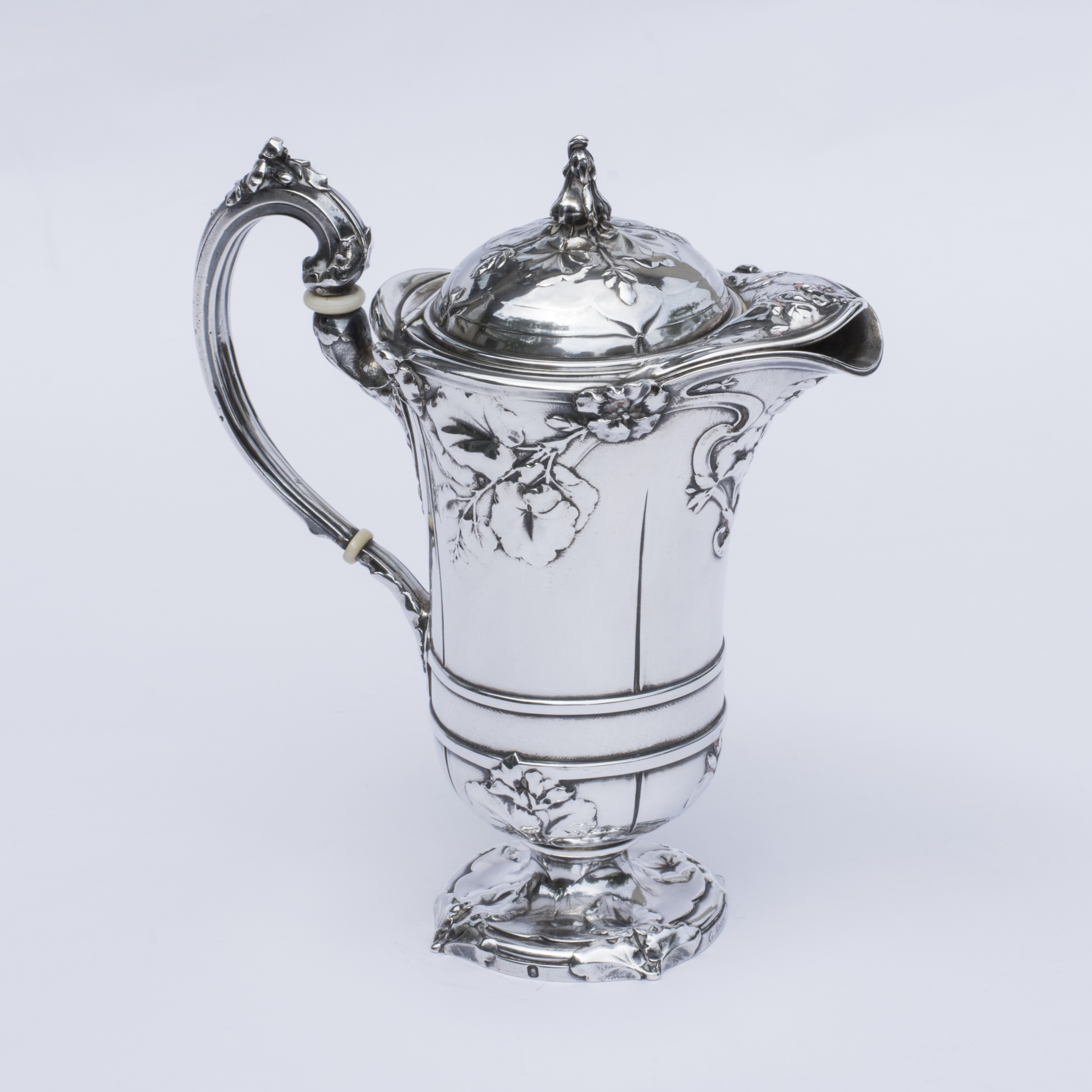
Verseuse (1904), argent, 16 cm.

### Ses ateliers
En 1920, Georges Béal crée son atelier de sculpture au 73, rue de Bagnolet à Paris dans un des sept locaux d'environ 27 m2 situés sur cour au rez-de-chaussée.
En février 1928, Béal achète une partie du terrain situé à l'angle de la rue Drevet et de la rue Gabrielle pour faire construire une maison, l'autre partie étant achetée par le peintre Maurice Cahours (1899-1974). Cette maison au 14, rue Drevet comporte un atelier au premier étage.

### La Société des artistes français
En 1906, Georges Béal présente au Salon des artistes français une vitrine contenant des objets d'art en matériaux divers réalisés en collaboration, pour la ciselure, avec Raymond Bonnafoux et Georges Soudanas. Il précise dans le catalogue qu'il est élève de Furcy Rambaud.
En 1907, il expose une vitrine contenant des pièces d'orfèvrerie, fruits de la même collaboration que celle de l'année précédente.
En 1910, il présente Les Orchidées, une lampe électrique et un vide-poche avec des motifs végétaux. Pour ces trois expositions, en 1906, 1907 et 1910, Béal mentionne l'adresse de son domicile du 44, rue Alexandre-Dumas à Paris,.
En 1921, Béal présente une vitrinecontenant des objets en matériaux divers. 
En 1922, il présente une vitrine contenant divers objets d'art en argent et ivoire édités par la maison d'orfèvrerie Lapparra et Gabriel : cafetière en argent à anses d'ivoire, théière, sucrier, crémier, plateau en métal argenté, légumier en argent, plat rond, saucière en argent avec plateau, couvert table en argent, couteau de table à manche en argent, couteau de table à manche en ivoire.

### La Société des artistes décorateurs
À partir de 1921, Georges Béal expose aux Salon des artistes décorateurs (SAD). Il est membre actif de la Société des artistes décorateurs de 1922 à 1949. Il y envoie les objets suivants:
| Salons de la Société des artistes décorateurs (SAD) | Ouvrages créés par Georges Béal | Entreprises éditrices                                     |
| --------------------------------------------------- | --- | --------------------------------------------------------- |
| 1921                                                | Sept appliques de meuble en bronze doré (pour la parfumerie d'Orsay) | Christofle et Cie                                         |
| 1922                                                | Légumier. Saucière sur plateau. Services à thé et à café sur plateau. Plat. Couverts et Couteau. Service tête à tête en vermeil (Modèle Mado)                                                                              | Lapparra et Gabriel, orfèvres                             |
| 1923                                                | Un vase argenté à 8 pans ; Un service à thé argent et bois d'amourette | Lapparra et Gabriel, orfèvres                             |
| 1923                                                | Trois pendulettes dorées | Servin, horloger                                          |
| 1923                                                | Un lustre bronze et marbre (5 lumières) | Bonvoisin, bronzes                                        |
| 1923                                                | Service de couverts et de couteaux en argent à pans filetés (8 pièces) et différents plats à pans filetés en argent; Service de couverts et de couteaux en argent à joncs (8 pièces) et différents plats à joncs en argent | Cardeillac ; collaboration avec Puechmagre, dessinateur   |
| 1924                                                | Un service à thé en argent et nacre sur plateau, érable, nacre et argent | Société française de joaillerie et orfèvrerie R. Linzeler |
| 1924                                                | Deux pendulettes, bronze doré | Leblanc-Barbedienne                                       |
| 1927                                                | Un service à café argent, bois d'amarante et ébène sur plateau | Béal                                                      |
| 1927                                                | Deux services à thé, argent | Lapparra, orfèvre                                         |
| 1928                                                | Vase en bronze patiné : Les Prismes ; Vases en verre-pressé : Capillaires, Mimosa | Société Etling                                            |
| 1932                                                | Vase : Trois poissons ; Serre-livres : Les Cygnes (en verre pressé) | Société Etling                                            |
| 1933                                                | Coupe Vase |                                                           |
| 1935                                                | Coupe d'aviation métal argenté, | Maison Barbedienne                                        |

### La Société d'encouragement à l'art et à l'industrie
La Société d'encouragement à l'art et à l'industrie (SEAI) attribue, pour des artistes français se présentant à des salons ou à des concours, des récompenses sous forme de primes et d'une plaquette en bronze 59 × 41 mm gravée par Oscar Roty. Béal a reçu trois récompenses de cette société :
- au Salon des artistes français de 1922, la SEAI lui décerne la 1re prime (300 francs) avec la plaquette gravée par Roty[24] ;
- au Salon des artistes décorateurs de 1922, la SEAI lui décerne la 2e prime (200 francs) avec la plaquette gravée par Roty[25] ;
- au Concours du luminaire électrique en 1924, la SEAI lui attribue la plaquette gravée par Roty.

Plaquette de la SEAI gravée par Oscar Roty, récompense décernée à G. Béal lors du Salon des artistes français de 1922
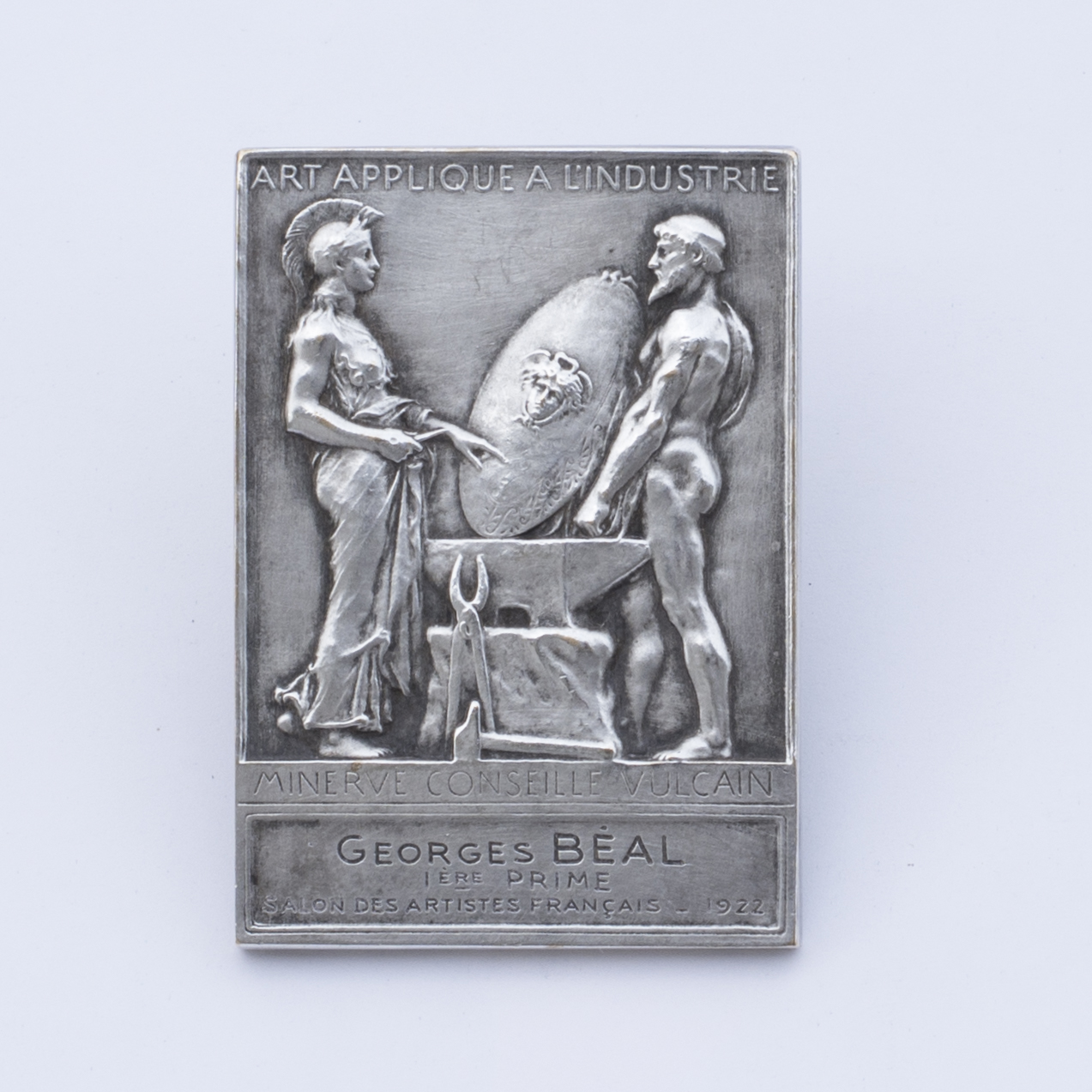
Avers.
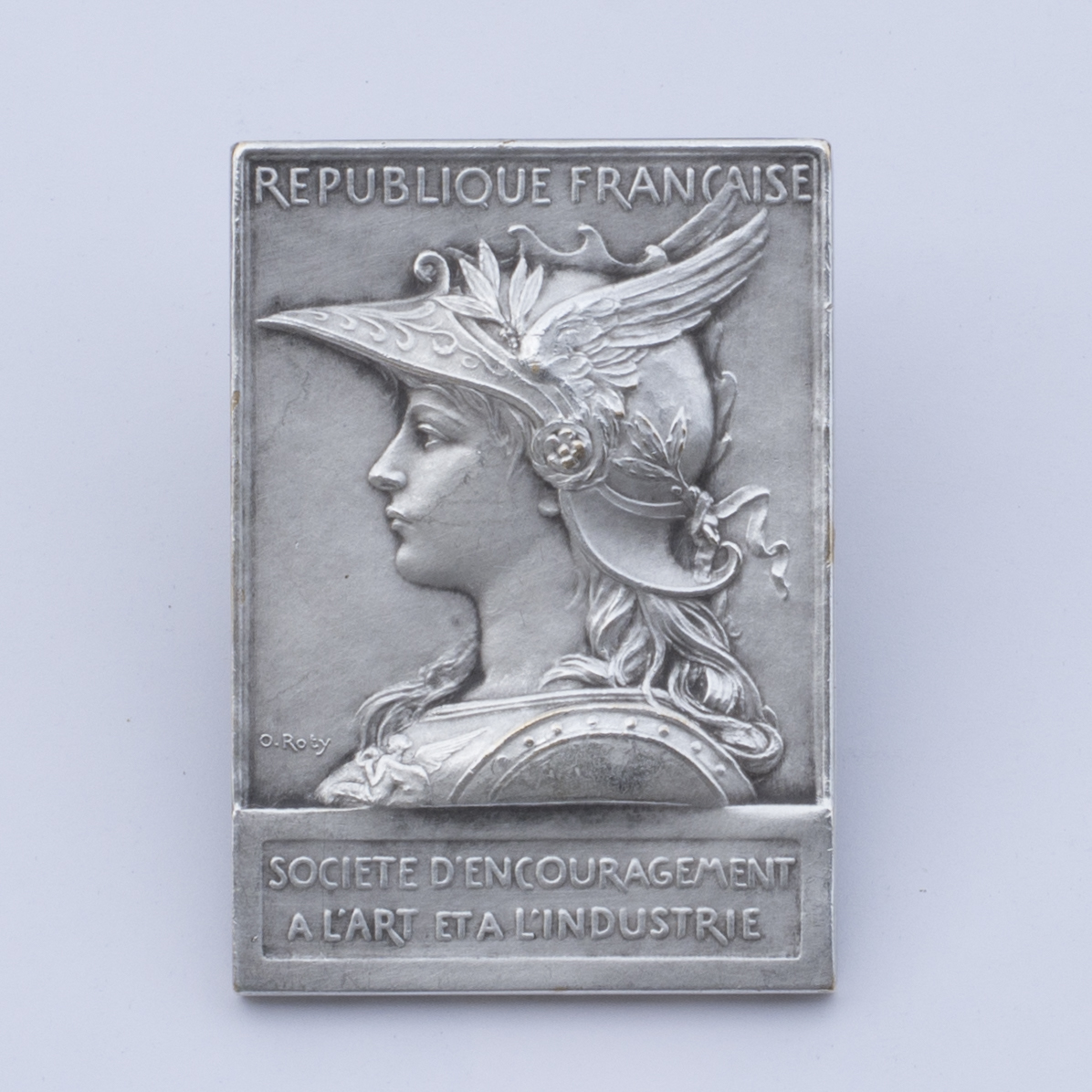
Revers.

### La parfumerie d'Orsay
La parfumerie d'Orsay était située au 15, rue de la Paix, à l'angle de la rue Daunou à Paris. Georges Béal participe à la décoration de la parfumerie avec l'architecte Louis Süe (1875-1968) et le peintre André Mare (1887-1932). Ces deux artistes dirigent la Compagnie des arts français. Dix-sept bronzes d'ameublement créés par Béal (poignée, entrée de serrure…) sont répertoriés sur trois plaques de verre. Sept d'entre-eux sont présentés au Salon des artistes décorateurs de 1921. Trois d'entre-eux illustrent l'article d'Émile Sedeyn dans Art et Décoration de 1921, qui écrit : « La Maison Christofle édite de beaux bronzes de M. Béal ». Une bonbonnière à décor de roses et fleurs ciselées, signée Béal, a pu être créée pour la parfumerie. Béal est probablement l'auteur des sept frontons des baies d'entrée de la parfumerie.

La parfumerie d'Orsay.
La façade du 15, rue de la Paix à Paris, avril 1923,  Archives Christofle.
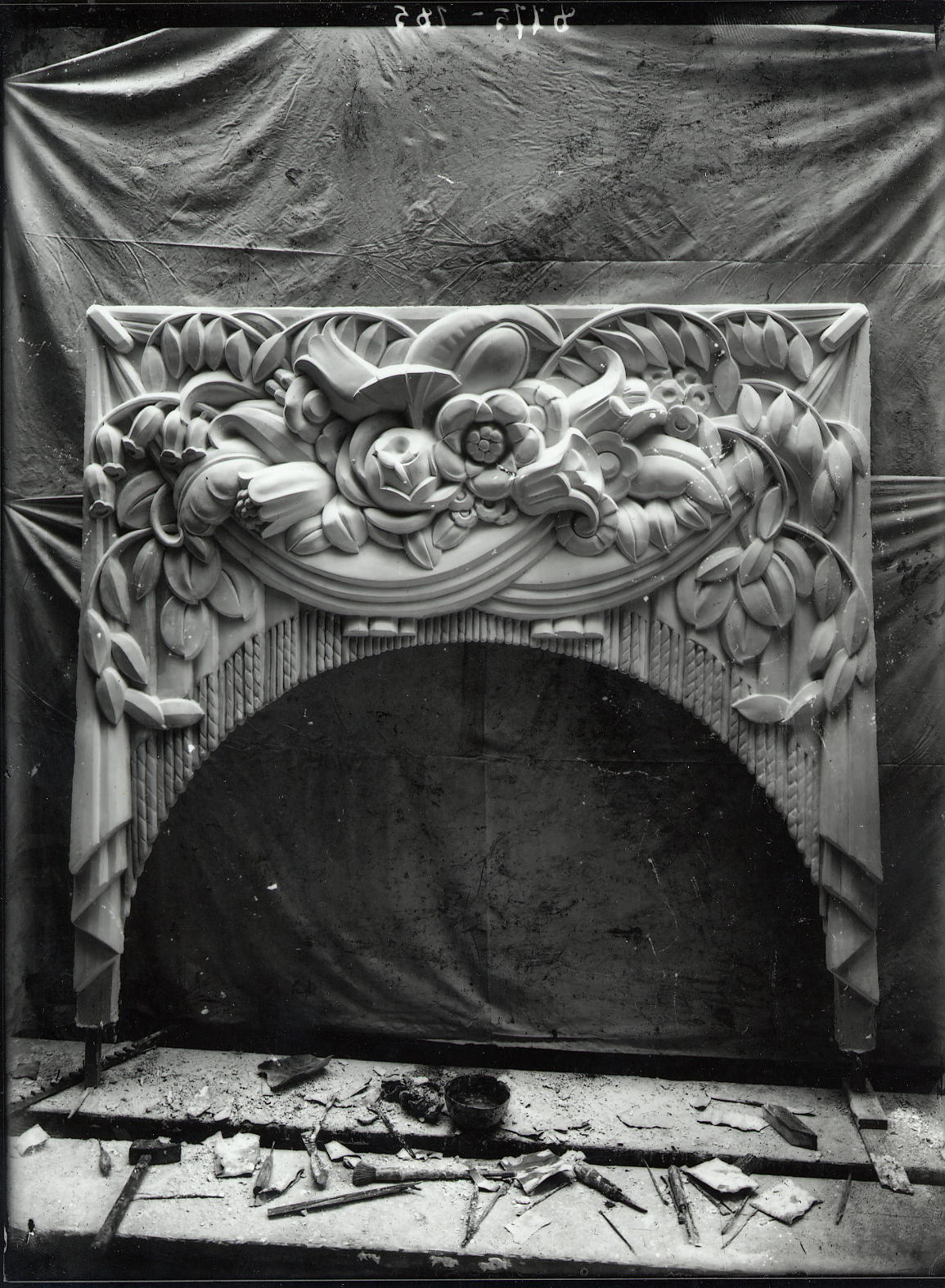
Un fronton avec les outils du sculpteur, Archives Christofle.
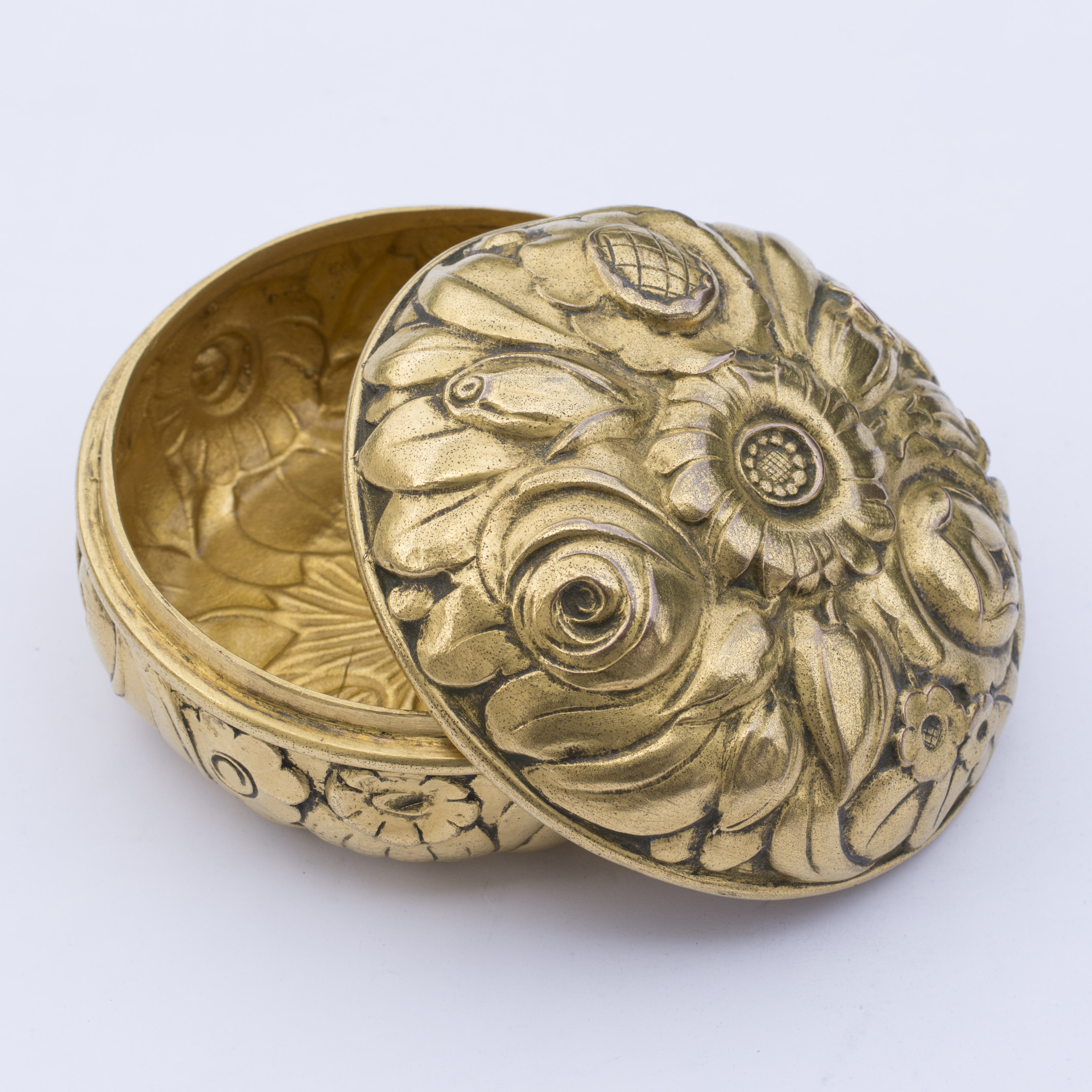
Georges Béal, Bonbonnière (1920).

### Le musée Galliéra

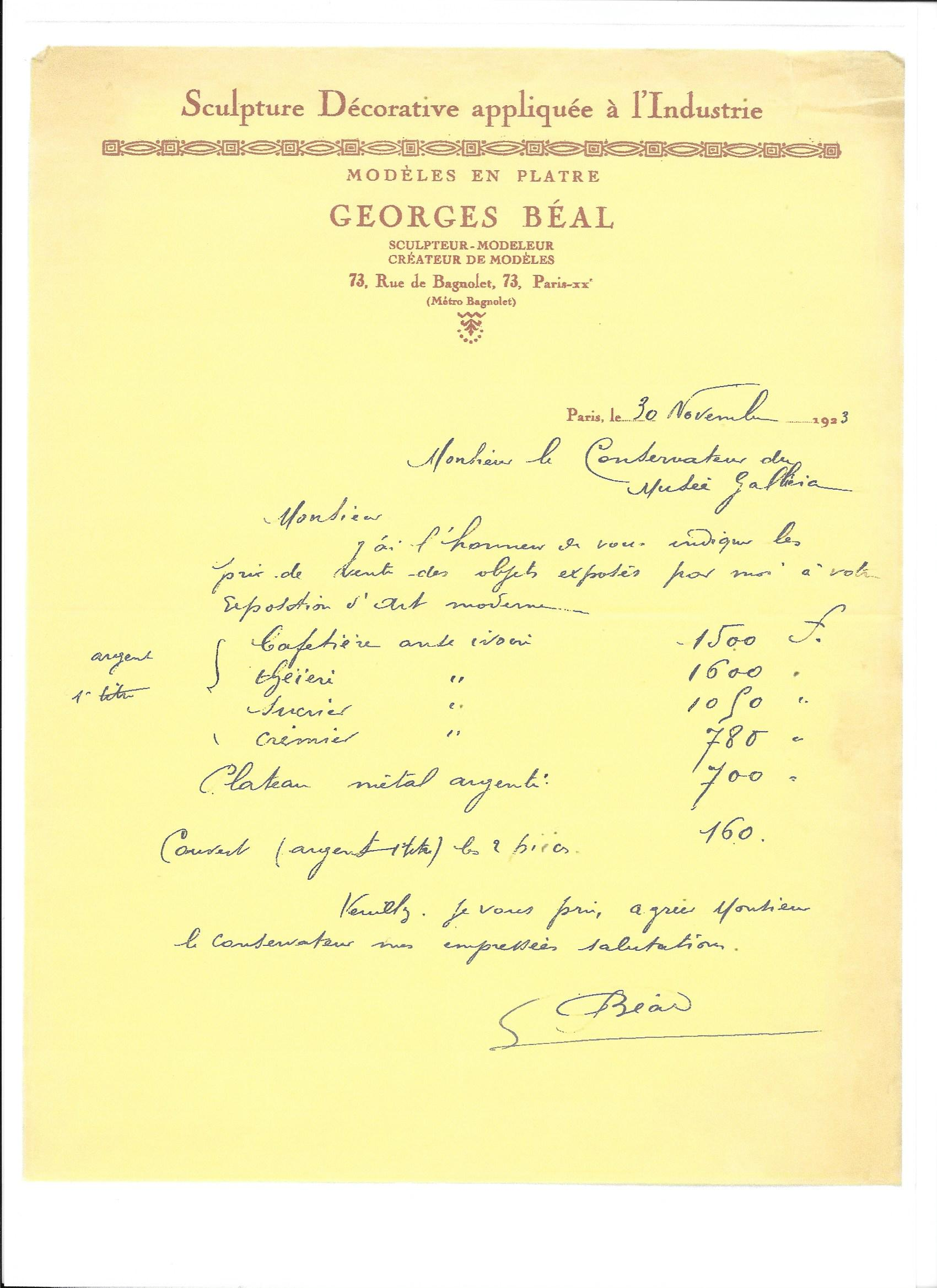
Lettre de Georges Béal pour lExposition d'Art moderne de 1923, Paris, palais Galliera, musée de la Mode de la ville de Paris.

À l'exposition d'art moderne du musée Galliéra de l'hiver 1923-1924 à Paris, Béal présente ses créations en argent et ivoire édités par les orfèvres Lapparra et Gabriel et montrés auparavant au Salon des artistes français de 1922. 
En 1924, il expose à l'exposition générale annuelle d'art appliqué au musée Galliéra.

### L'Exposition internationale des Arts décoratifs et industriels modernes de 1925 à Paris
L'Exposition internationale des Arts décoratifs et industriels modernes est marquée par une innovation qui consiste en une étroite collaboration entre industriels et artistes. Béal collabore avec une douzaine d'entreprises industrielles et expose dans différents lieux de l'exposition. Les objets exposés sont groupés en classe par leur nature et leur destination.
Béal obtient des distinctions dans trois classes. Deux médailles d'or lui sont décernées :
- en groupe I, architecture ; classe 4, art et industrie du métal : béquille (poignée de porte) et plaque (plaque de propreté) en bronze ciselé et doré au mercure, fabriqués par la Maison de fonderie de cuivre et de fer de Biuret-Debourin et édités par Bricard[38] ;
- en groupe II, mobilier ; classe 10, art et industrie du métal : lampe avec deux abat-jour, fabriquée par Aucoc[39] ;
- un diplôme d'honneur lui est attribué en groupe II, mobilier ; classe 9, tabletterie et maroquinerie : services à thé et de table avec combinaison de pierres précieuses[40].

Béal participe aussi à la réalisation de deux ensembles : 
- le salon de réception d'une ambassade française située dans la cour des Métiers de l'esplanade des Invalides. Il réalise l'orfèvrerie[41],[42],[43] ;
- les salles de l'enseignement technique situées au premier étage du Grand Palais ; pour la salle 27, dite « atelier des créateurs de modèles », il collabore dans le domaine sculpteur-dessinateur, bronze, orfèvrerie[44].

### L'Exposition universelle des Arts et des Techniques appliqués à la Vie moderne de 1937 à Paris

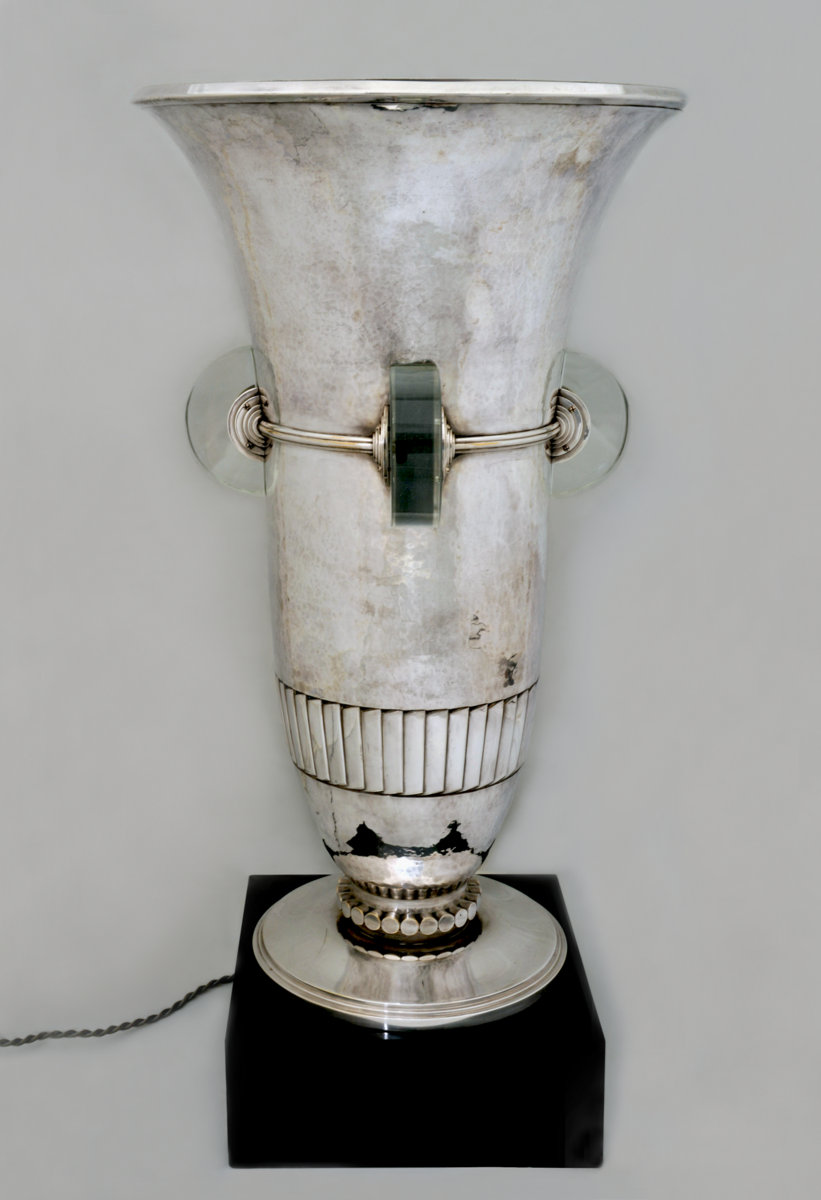
Vase lumineux, métal argenté, commandé par l'État pour l'Exposition universelle de 1937, 50 cm, Paris, Mobilier national.

Le ministère du Commerce et de l'Industrie commande à Georges Béal la création d'un vase lumineux en métal argenté pour l'Exposition universelle de 1937.
Le dossier complet de la commande et du contrat est conservé aux Archives nationales.
Le vase fut exposé dans le pavillon de la classe 44 (orfèvrerie) et lui vaut une médaille d'argent. Il est conservé à Paris au Mobilier national. Il a été présenté à Paris à la manufacture des Gobelins lors de l'exposition L'Esprit et la Main du 27 mars au 13 décembre 2015.

### La verrerie
À partir de 1928, Georges Béal travaille avec des entreprises de verrerie comme Etling et Verlys, dont il fut l'un des artistes principaux,,,. 
L'entreprise Etling éditait des objets d'art en verre pressé-moulé, ainsi que de la statuaire en bronze, terre cuite et céramique.
Béal réalise, entre autres, des coupes et des vases aux décors végétaux stylisés. Ses reliefs sont moins saillants que ceux des autres créateurs. Parmi ses œuvres référencées figurent un vase en verre opalescent moulé à la presse à motif de Pommes de pin en relief, un vase-fleur avec une base lumineuse et trois oiseaux perchés, un vase Pin, un serre-livres Les Cygnes (exposé au SAD de 1932) et une coupelle Tournesol, une coupe et un bol modèle Tournesol et une coupe modèle Chardon en verre pressé-moulé.
Il fournit des modèles de vases givrés, dont le modèle Les Barettes, pour la marque Verlys, dont les usines étaient situées aux Andelys. Le modèle Mimosa édité par Verlys est différent du modèle Mimosa édité par Etling et exposé au Salon des artistes décorateurs de 1928.

Vases de Georges Béal
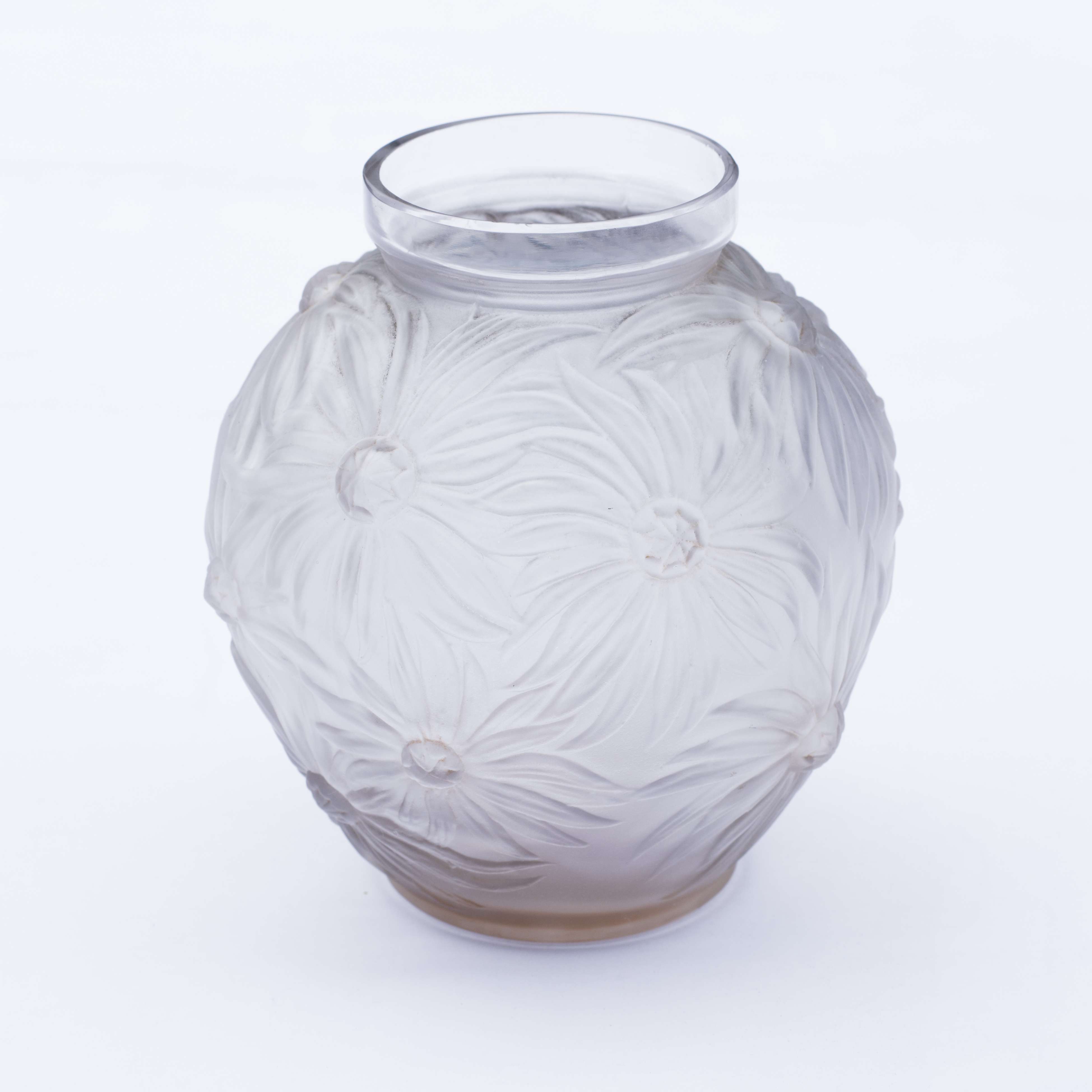
Maison Etling, modèle Tournesol, 113 mm.
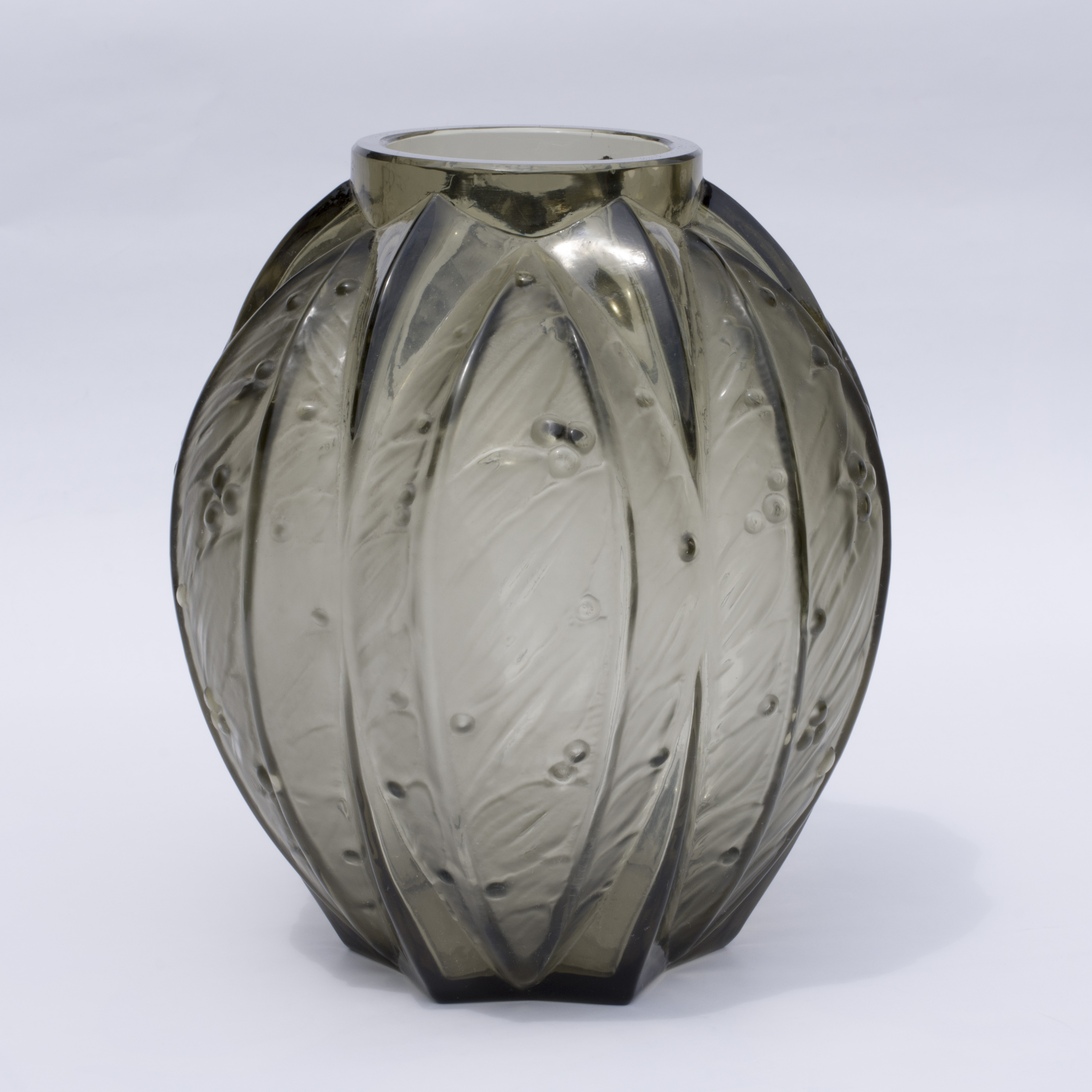
Maison Verlys, modèle Mimosa, 267 mm.
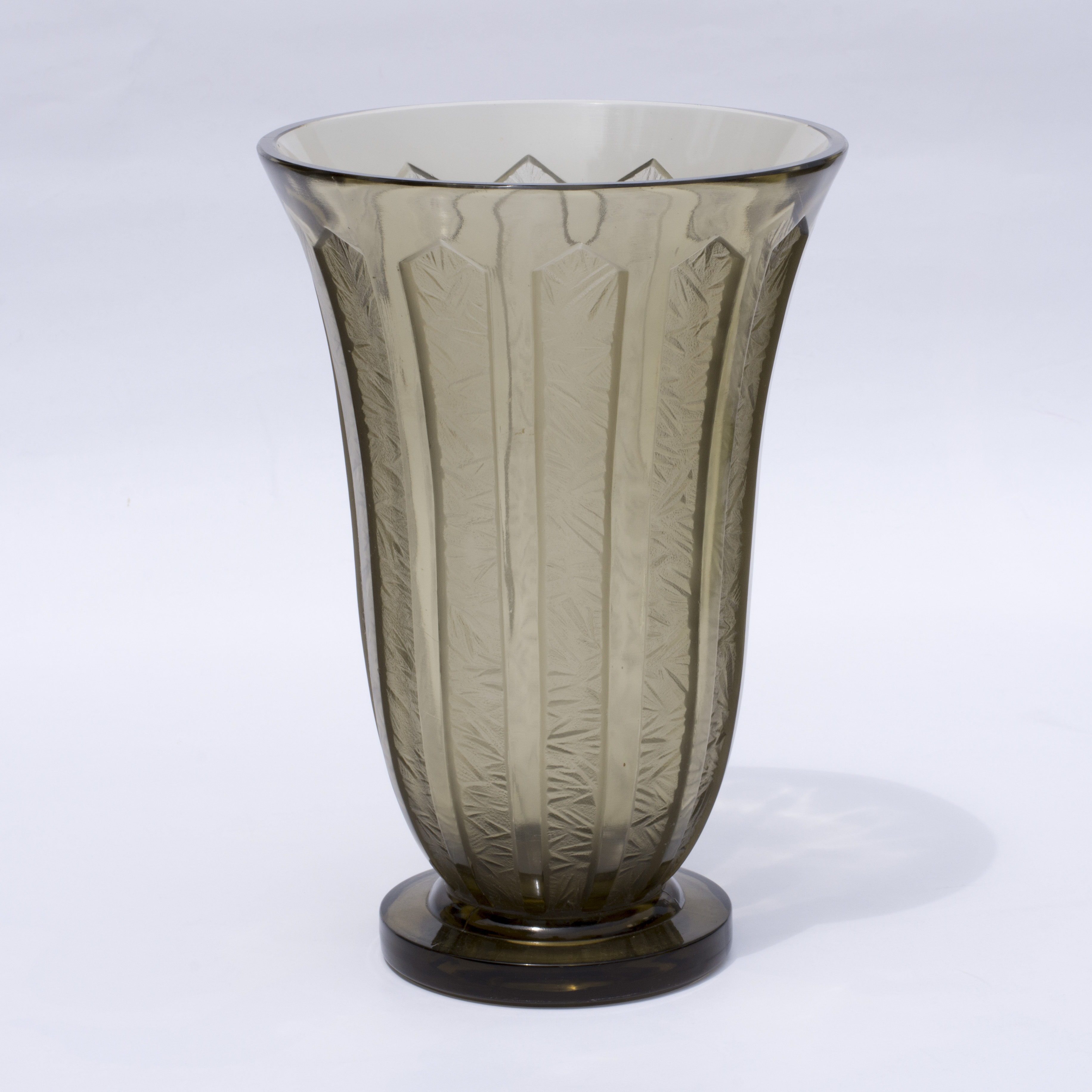
Maison Verlys, modèle Les Barettes, 255 mm.